# Der Engländer, der auf einen Hügel stieg und von einem Berg herunterkam
Der Engländer, der auf einen Hügel stieg und von einem Berg herunterkam (The Englishman Who Went Up a Hill But Came Down a Mountain) ist der Titel eines Kinofilms aus dem Jahr 1995. Kinostart in Deutschland war am 11. Januar 1996. Der Film basiert auf dem gleichnamigen Buch des Regisseurs.

## Handlung
Ein walisischer Großvater erzählt seinem wissbegierigen Enkel die folgende Geschichte:
Im Juni 1917, während des Ersten Weltkrieges, kommen der mürrisch-cholerische englische Landvermesser George Garrad und sein junger, unsicherer Assistent Reginald Anson auf einer Erkundungsreise durch Wales in das Dorf Ffynnon Garw (gesprochen: „Fínnan Gáru“) und vermessen den gleichnamigen Hausberg, auf den die Einwohner als den ersten richtigen Berg innerhalb der walisischen Grenzen sehr stolz sind. Leider ergibt sich, dass Ffynnon Garw die für einen Berg erforderliche Mindesthöhe von 1000 Fuß knapp verfehlt und damit nur als Hügel gilt, der auf der Karte nicht namentlich erscheint.
Die vom Krieg hart gebeutelte Dorfgemeinschaft sieht darin einen lancierten Angriff der ungeliebten Engländer auf ihre von Bergen geprägte Heimat. Angeführt von zwei Erzfeinden, dem Pubbesitzer Morgan „Der Bock“ und dem Pfarrer, Reverend Robert Jones, beschließen die Dorfbewohner trotzig, den Berg dann eben um die fehlenden 16 Fuß aufzuschütten und erneut vermessen zu lassen. Mit allen Mitteln wird die Weiterreise der beiden Landvermesser sabotiert, während die Einwohner – kriegsbedingt größtenteils Invalide, Senioren, Frauen und Kinder – in mühsamer Handarbeit Erde aus dem Dorf auf ihren Berg schaffen und auf dessen Gipfel einen zusätzlichen Hügel errichten.
Während Anson vom Vorhaben des Dorfes weiß und die Geschichte höchst amüsant findet, argwöhnt Garrad hinter den Schikanen lediglich kindische Rache. Er sieht jedoch bald ein, dass er gegen den kollektiven Starrsinn nicht ankommt, und flieht in seine schlechte Angewohnheit, den Alkohol. Damit Anson die Zeit nicht zu lang wird, stellt ihm Morgan eine seiner Freundinnen, Betty, zur Seite, die zunächst die vornehme Touristin „Miss Elizabeth“ spielt, diese Rolle jedoch fallen lässt, als sie sich tatsächlich in Anson verliebt.
Am letzten Tag vor der unaufschiebbaren Weiterreise kostet die Anstrengung den 82-jährigen Pfarrer Jones das Leben, und die Arbeiten müssen bis in die Nacht unterbrochen werden, um Jones gemäß seinem letzten Wunsch in dem aufgeschütteten Haufen zu beerdigen. Da die Vermessung Tageslicht erfordert, scheint das Vorhaben gescheitert zu sein. Doch Anson, der sich am letzten Tag sogar an den Arbeiten beteiligt hat, lässt sich von Betty dazu überreden, die Zeit bis zum frühen Sonnenaufgang mit ihr auf dem Gipfel zu verbringen. Die Messung am Morgen ergibt eine Höhe von 1002 Fuß – Ffynnon Garw ist über Nacht ein Berg geworden. Auf dem Gipfel verloben sich Anson und Betty.
Im Nachwort wird erzählt, dass eine aktuelle Vermessung kurz vor Drehbeginn eine Höhe von nur 997 Fuß ergeben habe, womit der Berg abermals zum Hügel geworden sei. Daraufhin besteigen erneut Einwohner des Dorfes, nun in Freizeitkleidung der 1980er Jahre, mit Schubkarren und Eimern den Berg.

## Hintergrund
Obwohl der Film historisch zu sein vorgibt, ist die Handlung größtenteils fiktiv. Sie beruht auf einer Erzählung aus dem walisischen Dorf Taff’s Well bzw. dem Berg Garth Mountain wenige Kilometer nördlich von Cardiff. Mit typisch britischem Humor thematisiert die Geschichte die tiefwurzelnde Abneigung zwischen Engländern und Walisern.
Darin eingebettet ist die Feindschaft zwischen Morgan „Der Bock“ und Reverend Jones; der eine verkörpert ungezügelte Lebenslust bis zum Hedonismus, der andere eine strenge, geradezu asketische Frömmigkeit. Obwohl das gemeinsame Berg-Projekt die Feinde eint, sprechen sie kein freundliches Wort miteinander. Zur Versöhnung kommt es erst, als der Wirt am Morgen des letzten Tages der Aktion den Gottesdienst besucht, in dem der Reverend die Leute zur Sonntagsarbeit auffordert, und Reverend Jones später Morgan mit den Worten „Ich weiß, dass ich auf dich zählen kann“ seinen letzten Wunsch anvertraut.
Gedreht wurde der Film in den abgelegenen Dörfern Llanrhaeadr-ym-Mochnant und Llansilin im damals noch existierenden Montgomeryshire deutlich weiter nördlich, da die Gegend um Taff’s Well zur Produktionszeit schon viel zu städtisch aussah.

## Zitate
„Wie konnten wir denen noch ins Gesicht sehen, die aus dem Krieg heimkehrten und keinen Berg mehr vorfanden? Während sie gegen den Feind (im englischen Original ‚the Germans‘, also ‚gegen die Deutschen‘) kämpften, hatten wir einen Berg an die Engländer verloren.“

„Ich weiß nicht, wie es auf Englisch heißt – auf Walisisch nennen wir es ein bethyngalw.“

„Ich will den Leuten doch nicht sagen müssen, dass alles an dir gescheitert ist!“

„Wisst ihr, was die Waliser über Leute sagen, die eine Nacht auf dem Berggipfel bleiben? Dass sie Dichter werden. Oder plemplem. Oder sehr, sehr weise.“

## Kritiken
„Eine romantische Komödie, die in betörend schönen Bildern die walisische Landschaft und die dort lebenden Menschen preist. Mit Sentiment und hintergründig-skurrilem Witz erzählt der Film von walisischem Eigensinn, aber auch von der zeitlosen Tugend eines identitätsstiftenden Gemeinschaftsgeistes.“

„Besticht durch eine leise Gangart und deckt mit einem Augenzwinkern die kleinen menschlichen Schwächen auf.“

## Auszeichnungen
Der Film wurde 1995 mit dem Preis der Ökumenischen Jury in Moskau auf dem Moscow International Film Festival ausgezeichnet.